# Luigi Roncaglia
Luigi Roncaglia (nascido em 10 de junho de 1943) é um ex-ciclista italiano que participava em competições de ciclismo de pista.

## Carreira
Durante sua carreira, ele participou de dois Jogos Olímpicos. Em Tóquio 1964, Roncaglia conquistou uma medalha de prata na prova de perseguição por equipes, juntamente com Franco Testa, Cencio Mantovani e Carlo Rancati.
Já nas Olimpíadas da Cidade do México 1968, ganhou a medalha de bronze, competindo na mesma prova, formando uma equipe com Lorenzo Bosisio, Cipriano Chemello e Giorgio Morbiato.
Então tornou-se um ciclista de estrada profissional e venceu uma corrida de seis dias em Melbourne, em 1970.